# Mendo II Gonçalves
Mendo II Gonçalves ou Menendo González en espagnol (mort en 1008), est un noble galicien  régent du royaume de Léon.

## Biographie
Mendo II Gonçalves ou Menendo González est le fils ou le neveu de Gonçalo I Mendes/Gonzalo Menendez « Dux Magnus »  ou comte de Portugal vers 950. Menendoz González devient à son tour gouverneur de Galice vers 999. À cette époque, les nobles de Galice contrôlent de facto le royaume de León sous le règne de Bermude II de León qu'ils ont porté au pouvoir et après la mort du roi Menendo devient le véritable régent du jeune Alphonse V de León à qui il fait épouser l'une de ses filles Elvira-Sancia. À sa mort il a comme successeur dans sa fonction de comte son épouse Tota et le second époux de cette dernière Alvito Nunes, qui continuent à gérer ses domaines avec l'accord de son gendre le roi Alphonse V.
La comtesse Tota lui avait donné deux filles :
- Elvira Sancia morte en 1022 épouse d'Alphonse V de León ;
- Ilduara Mendes (pt) morte après 1053 épouse de Nuno Alvites  qui devient de ce fait comte de Portugal à la mort de sa belle-mère.

### Sources
- Les Cahiers de l'Histoire  « Souverains et gouvernement du Portugal. Des origines à nos jour » n°12 novembre 1961.